# NGC 4313
NGC 4313 is een spiraalvormig sterrenstelsel in het sterrenbeeld Maagd. Het hemelobject werd op 15 maart 1784 ontdekt door de Duits-Britse astronoom William Herschel.

## Synoniemen
- UGC 7445
- MCG 2-32-16
- ZWG 70.34
- VCC 570
- IRAS 12200+1204
- PGC 40105